# 罗曼 (汝拉省)
罗曼（法語：Romain，法語發音：[ʁɔmɛ̃] ⓘ）是法国汝拉省的一个市镇，位于该省北部，属于多勒区。

## 地理
罗曼（47°12'48"N, 5°43'14"E）面积6.07 平方千米，位于法国勃艮第-弗朗什-孔泰大區汝拉省，该省份为法国东部内陆省份，北起上索恩省，西北接科多尔省，西临索恩-卢瓦尔省，南至安省，东与杜省和瑞士接壤。
与罗曼接壤的市镇（或旧市镇、城区）包括：鲁方日、卢瓦唐日、埃特拉博讷、大梅尔塞、让德雷、塔克塞讷、当皮埃尔。

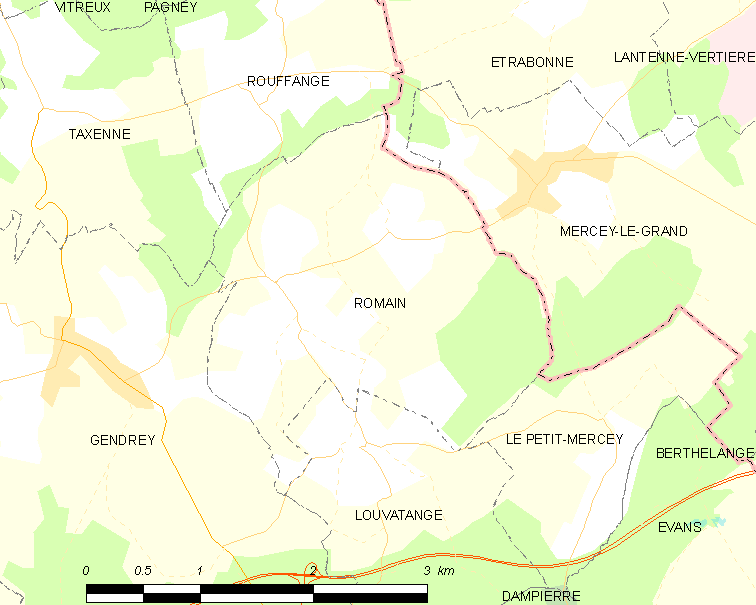
的OSM定位图

罗曼的时区为UTC+01:00、UTC+02:00（夏令时）。

## 行政
罗曼的邮政编码为39350，INSEE市镇编码为39464。

## 政治
罗曼所属的省级选区为欧蒂姆县。

## 人口

1962-2008年间人口变化图示

罗曼于2022年1月1日时的人口数量为237人。